# 段大章
段大章，字果山，四川巴縣（今屬重慶市）人。清朝政治人物。

## 生平
道光十八年（1838年）戊戌科進士。選翰林院庶吉士，散館授編修。曾任漢中府知府。官至甘肅布政使。工詩詞書法。